# Phylica brevifolia
Phylica brevifolia är en brakvedsväxtart som beskrevs av Christian Friedrich Frederik Ecklon och Zeyh.. Phylica brevifolia ingår i släktet Phylica och familjen brakvedsväxter. Inga underarter finns listade i Catalogue of Life.